# Simon Thiele
Simon Thiele ist ein deutscher Wissenschaftler am Helmholtz-Institut Erlangen-Nürnberg für Erneuerbare Energien und Professor an der Friedrich-Alexander-Universität Erlangen-Nürnberg. Schwerpunkt seiner Forschung sind elektrokatalytische Grenzflächenverfahrenstechnik für Brennstoffzell- und Elektrolyseanwendungen.

## Leben
Simon Thiele besucht die Johann-Heinrich-Voß-Schule in Eutin, wo er 2001 das Abitur erhielt. Von 2002 bis 2008 studierte er Physik an der Albert-Ludwigs-Universität Freiburg mit einem Auslandsaufenthalt an der Universität Sevilla. Anschließend promovierte er an der Universität Freiburg, wo er 2013 den Grad Dr.-Ing. erhielt. Ab 2011 war er Leiter einer eigenen Arbeitsgruppe zu Porösen Materialien am IMTEK der Universität Freiburg. Ab 2015 war er außerdem Mitglied des Freiburger Institute for Interactive Materials and Bioinspired Technologies (FIT).
Seit 2018 ist er Professor für Elektrokatalytische Grenzflächenverfahrenstechnik in Erlangen, wo er im Rahmen einer institutionellen Kooperation der Universität Erlangen mit dem Forschungszentrum Jülich das Department Electrocatalytical Interface Engineering am Helmholtz-Institut Erlangen-Nürnberg für Erneuerbare Energien (HI ERN) leitet.